# هنري ألين (صحفي)
هنري ألين (بالإنجليزية: Henry Allen)‏ هو صحفي أمريكي، ولد في 1941.

## وصلات خارجية
- الموقع الرسمي